# 孙铎 (金朝)
孙铎（？—1215年），字振之。金朝恩州历亭县（今山东省武城县）人。祖籍滕州 (今山东省滕州市) 人，后徙居恩州历亭。
孙铎聪敏好学。金世宗大定十三年（1173年），登进士第，为海州军事判官，补尚书省令史。金章宗即位，孙铎出使南宋归还后，任同知登闻检院事。奉诏刊定旧律，先奏《名例》一篇。承安元年（1196年），为左谏议大夫，改河东南路转运使，召为中都路转运使。承安四年（1199年），迁户部尚书。泰和二年（1202年），力主废止三合同交钞。泰和三年（1203年），因客诵古诗“唯有庭前老柏树，春风来似不曾来”，被人参奏对朝廷选授怀怨，降为同知河南府事。泰和七年（1207年），拜参知政事。建议许折钞缴纳税课，以便流通。卫绍王完颜永济时，升任为尚书左丞。因议钞法忤旨，降为地方官。金宣宗南迁南京（今河南省开封市），孙铎任除太子太师，贞祐三年（1215年）致仕。《中州集》卷九录其诗一首。生平事迹见《金史》卷九九、《中州集》卷九。